# 1,2-Dibromtetrafluorethan
1,2-Dibromtetrafluorethan ist eine chemische Verbindung aus der Gruppe der aliphatischen, gesättigten Halogenkohlenwasserstoffe. Sie liegt als farblose, sehr leicht flüchtige Flüssigkeit vor.

## Verwendung
1,2-Dibromtetrafluorethan wurde als Feuerbekämpfungsmittel verwendet. Es ist als ozonschichtabbauend (Ozonabbaupotential von 6) eingestuft und der Einsatz in Deutschland laut FCKW-Halon-Verbots-Verordnung verboten.
Am 8. November 2008 kam es auf dem russischen U-Boot K-152 zu einem folgenschweren Unfall, als die Feuerlöschanlage infolge eines Fehlalarms auslöste und ein Freon freisetzte, wobei 20 Menschen starben. Als Freon wird dabei je nach Quelle Freon-112 oder eben Dibromtetrafluorethan (Freon 114B2) angegeben.